# International Teacher Identity Card
International Teacher Identity Card – ITIC, der internationale Lehrerausweis (englisch International Teacher Identity Card), ist ein Dokument, um bei Reisen ins Ausland Vergünstigungen zu erhalten.

## Herausgabe
Er wird von der ISIC Association, einer Non-Profit-Organisation herausgegeben. Die ISIC Association ist eine von acht Unterverbänden der 2006 gegründeten World Youth & Student Educational Travel Confederation (WYSETC), die ebenfalls den Internationalen Studentenausweis ISIC und die Internationale Jugendreisekarte IYTC herausgibt. Die ITIC wirbt mit Rabatten und Vergünstigungen in über 130 Ländern. Das Portfolio an Rabatten ist jedoch nicht so ausgebaut wie beim Internationalen Studentenausweis ISIC.

## Erwerb
Die ITIC kann von vollzeitlich arbeitenden Lehrern und Professoren erworben werden. Als Nachweis dient eine Arbeitsbescheinigung. Die Karte kostet in Deutschland 18 Euro (Stand August 2023) und ist ein Jahr lang gültig. Ausgestellt wird die Karte in der Regel von Ausstellern des Internationalen Studentenausweises.